# Maldição do sangue

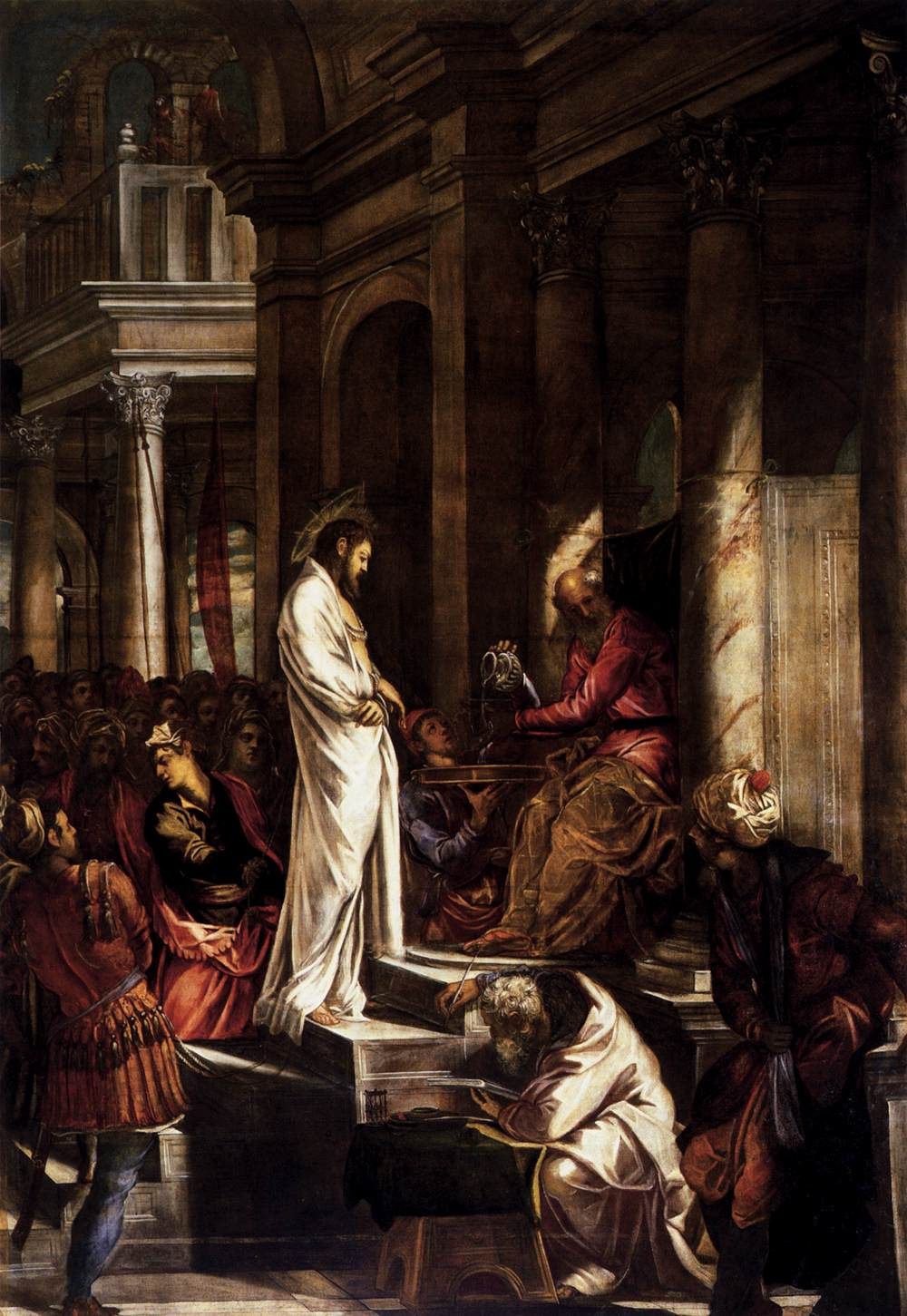
Pilatos lavando as mãos.
1566-67. Por Tintoretto, atualmente na Scuola Grande di San Rocco, em Veneza.

A maldição de sangue é um evento relatado em Mateus 27:24–25. Após julgar Jesus, Pôncio Pilatos condena-o à morte, mas antes lava as mãos e afirma que a culpa decorrente deste ato recairá sobre a população (judeus). A maldição é a famosa frase onde, aparentemente, ocorre a aceitação da responsabilidade pela morte de Jesus.
| “ | «O sangue dele caia sobre nós e sobre nossos filhos.» (Mateus 27:25) | ” |

Neste trecho também está o famoso evento conhecido como Pilatos lavando as mãos.

## Versões e citações
- "Ιδων δε ο Πιλατος οτι ουδεν ωφελει αλλα μαλλον θορυβος γινεται, λαβων υδωρ απενιψατο τας χειρας απεναντι του οχλου, λεγων αθωος ειμι απο του αιματος του δικαιου τουτου; υμεις οψεσθε. Και αποκριθεις πας ο λαος ειπεν, το αιμα αυτου εφ ημας και επι τα τεκνα ημων" - Original grego.

- "Videns autem Pilatus quia nihil proficeret sed magis tumultus fieret, accepta aqua lavit manus coram populo, dicens innocens ego sum a sanguine iusti huius: vos videritis. Et respondens universus populus dixit: Sanguis eius super nos et super filios nostros". - Versão latina da Vulgata.

- "Vendo Pilatos que nada conseguia, e que ao contrário o tumulto aumentava, mandando vir água, lavou as mãos diante da multidão e declarou: Sou inocente deste sangue, isso é lá convosco. Todo o povo disse: O sangue dele caia sobre nós e sobre nossos filhos." - Na Tradução Brasileira da Bíblia.

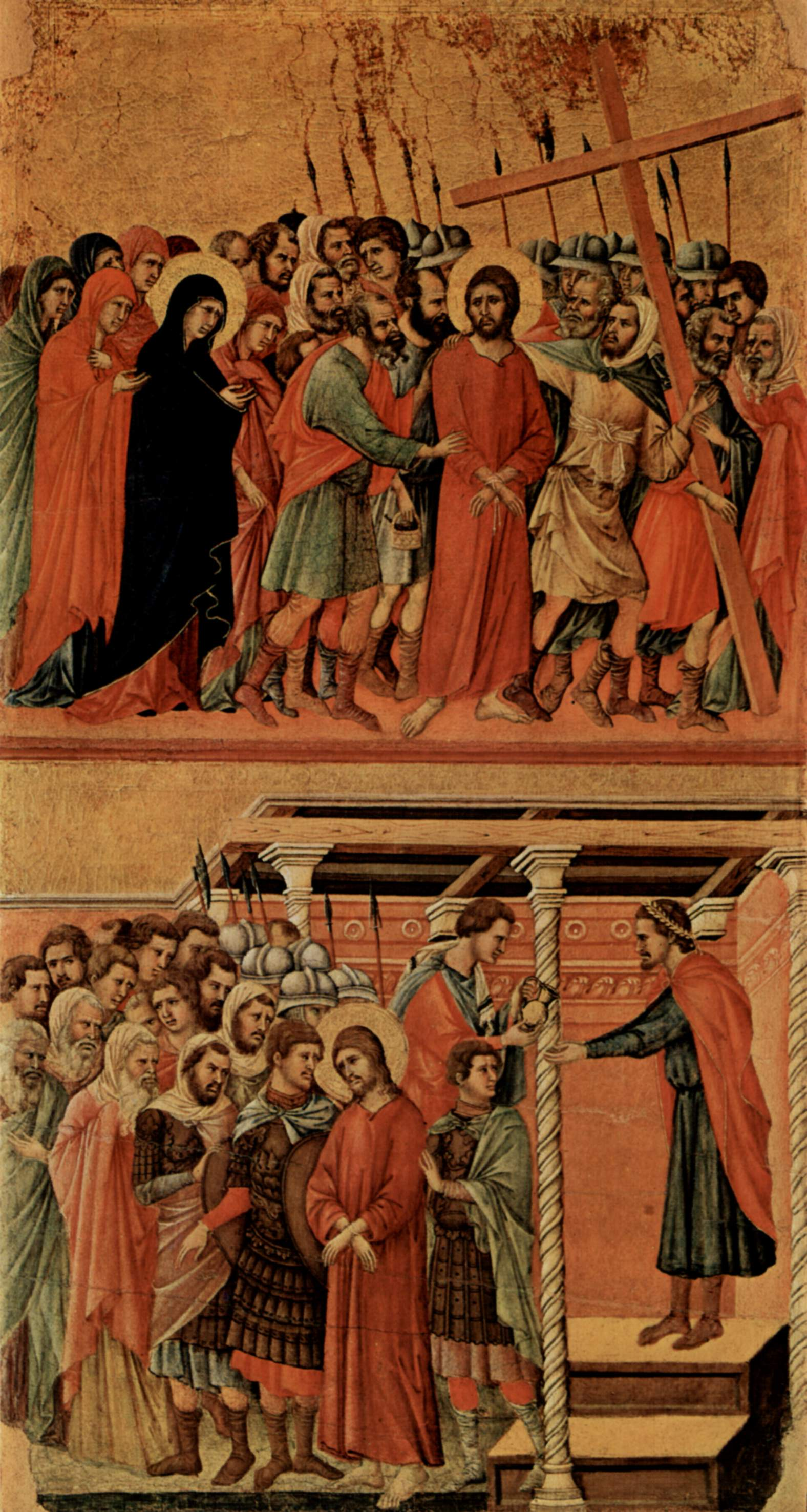
Caminho do Calvário, acima, e Pilatos lavando as mãos, abaixo.
1308-11. Por Duccio di Buoninsegna, atualmente no Museo dell'Opera del Duomo, em Siena.

- "Então Pilatos, vendo que nada aproveitava, antes o tumulto crescia, tomando água, lavou as mãos diante da multidão, dizendo: Estou inocente do sangue deste justo. Considerai isso. E, respondendo todo o povo, disse: O seu sangue caia sobre nós e sobre nossos filhos." - Na Almeida Corrigida e Revisada Fiel.

- "Pilatos viu que nada adiantava, mas que, ao contrário, o tumulto crescia. Fez com que lhe trouxessem água, lavou as mãos diante do povo e disse: Sou inocente do sangue deste homem. Isto é lá convosco! E todo o povo respondeu: Caia sobre nós o seu sangue e sobre nossos filhos!" - Na Bíblia de Jerusalém.

## Sobre a maldição
A maldição de fato é entendida como sendo o trecho "το αιμα αυτου εφ ημας και επι τα τεκνα ημων", que teria uma tradução literal assim: "O sangue dele em nós e nos nascidos de nós". Como pode ser facilmente percebido, não há um verbo na maldição de sangue original. A Vulgata mantém isto, mas a maior parte das traduções adiciona algum verbo na sentença, fazendo transparecer que há uma forma de "desejo" na frase, principalmente de que ocorra a morte de Jesus. Além disso, a sentença adquire um sentido futuro que permite que ela seja lida como uma profecia, o que altera uma mera aceitação de responsabilidade - que deveria ser de Pilatos e expressada pelo "πας ο λαος" do autor - num "inegável testemunho bíblico" da maldição.

## Possíveis interpretações
É possível que Mateus, o autor do evangelho no qual estes versículos aparecem, entendia que maldição seria um eco irônico de 24 8:, no qual Moisés espirra sangue do sacrifício em seu povo após ter lido o Livro da Aliança como símbolo de sua ratificação. Interpretado desta forma, a sentença seria na realidade uma expressão não intencional do desejo de ratificação da Nova Aliança. Veja também Hebreus 9:11–22.
Outra possibilidade é que o trecho contrasta com os marinheiros pagãos que atiraram Jonas (que Jesus citou profeticamente em Mateus 12:39–41) no oceano, rogando «Rogamos-te, Jeová, que não pereçamos por causa da vida deste homem, e que não faças cair sobre nós o sangue inocente» (Jonas 1:14).
Também é possível que o autor do evangelho tenha compreendido as palavras como um sendo um eco irônico de Deuteronômio 21:6–9, no qual o código deuteronômico comanda que os anciãos de uma cidade próxima à de uma onde uma vítima de assassinato foi encontrada declarem «As nossas mãos não derramaram este sangue, nem os nossos olhos o viram. Perdoa, ó Jeová, ao teu povo de Israel, que remiste, e não ponhas o sangue inocente no meio dele.» (Deuteronômio 21:7–8) Na maldição de sangue, os anciãos, de forma similar, deixam a expiação para o povo que, ironicamente, aceitam a responsabilidade coletiva pela morte de Jesus. desta forma, a maldição de sangue seria a invocação de uma passagem do código. 
Outra explicação é que autor tivesse como objetivo expressar a maldição de sangue como uma maldição de fato, que teria se realizado com a destruição de Jerusalém em 70 d.C., como forma de explicar o desastre e para colocar a culpa sobre os movimentos judaicos concorrentes que levaram as massas à destruição. Vide também João 11:47–50.
Porém, na visão inversa, parece que esta maldição auto-infligida esteja em contradição com diversas outras passagens do Antigo Testamento (Deuteronômio 24:16, II Reis 14:6, II Crônicas 25:4, Jeremias 31:29–30 e Ezequiel 18:20). Além disso, ela também contradiz a atitude perdoadora de Jesus em Lucas 23:34 e o arrependimento demonstrado em Atos 2:22–41.